# Polyarthra leleki
Polyarthra leleki är en hjuldjursart som beskrevs av Koste och Tobias 1989. Polyarthra leleki ingår i släktet Polyarthra och familjen Synchaetidae. Inga underarter finns listade i Catalogue of Life.